# Burgplatz (Weimar)

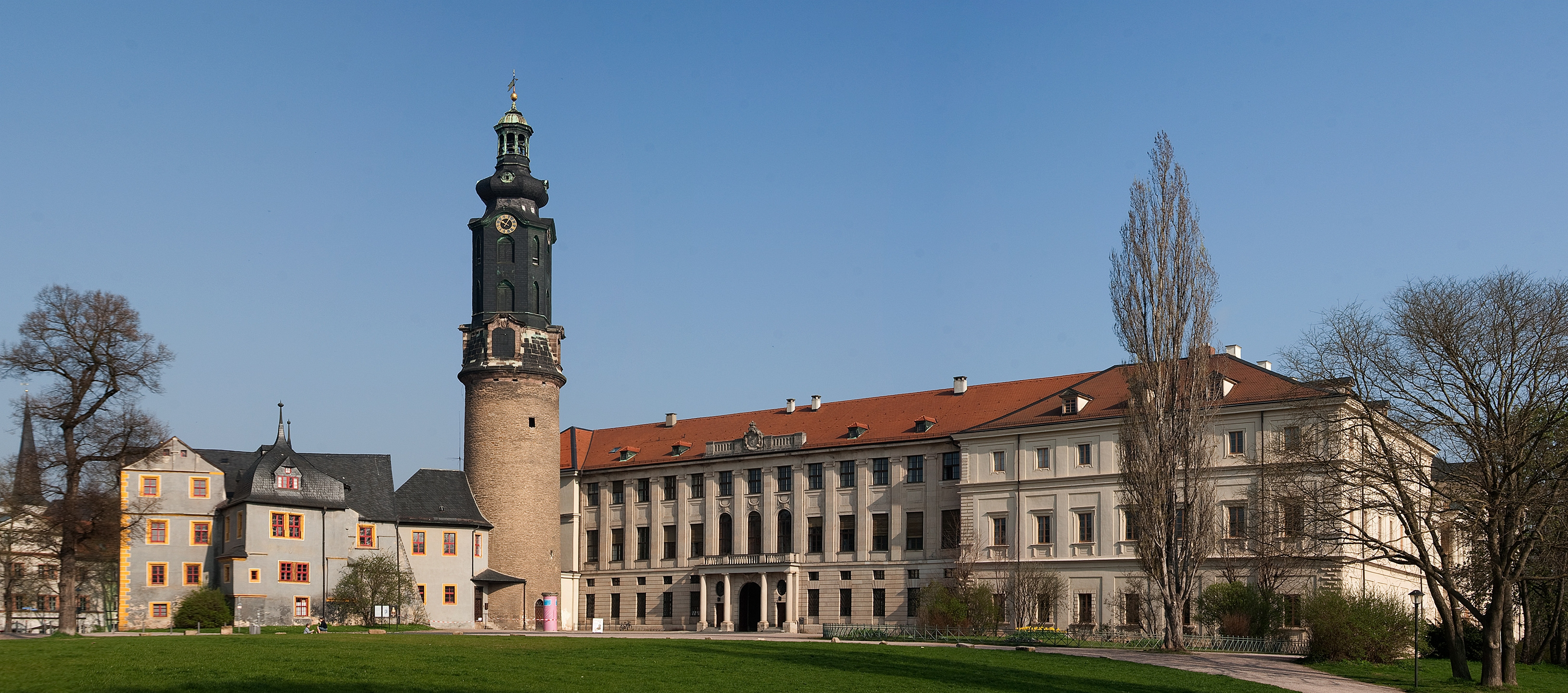
Blick zum Haupteingang mit Schlossturm, links die Bastille (2009)

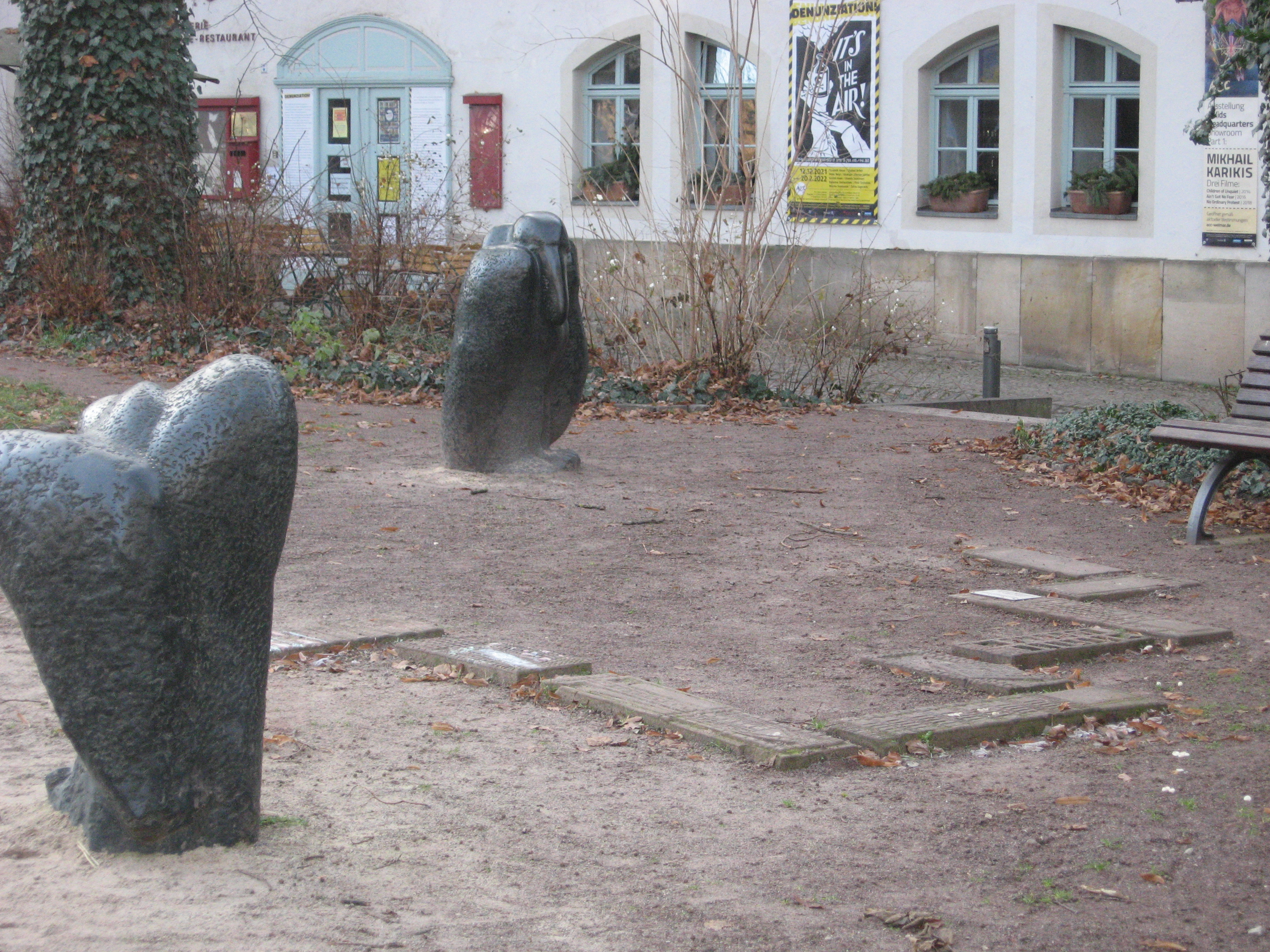
Odins Raben und die Midgardschlange vor dem Weimarer Stadtschloss bzw. dem ACC

Der Burgplatz bezieht sich auf das Weimarer Stadtschloss, das vor dem Brand von 1774 Wilhelmsburg hieß, und ist sowohl Platzanlage als auch Straßenzug der Weimarer Altstadt.

Der vor dem Westportal der Bastille gelegene stille Platz, der an den Grünen Markt bzw. den Platz der Demokratie grenzt, entstand um 1800 unter Zuschüttung des Wassergrabens, welcher das Schloss umgab. So wie er heute zu sehen ist, bekam er seine Gestalt in den 1830er Jahren. Der Bereich vor dem Schloss heißt allerdings Schlossplatz. Vom Burgplatz ab in Richtung Markt führt die Schlossgasse, die allerdings nicht auf den Markt trifft, sondern auf die Marktstraße bzw. die Obere Schlossgasse kreuzt. Weitere vom Burgplatz abgehende Straßen sind die Mostgasse, die Vorwerksgasse und die Marstallstraße. Ein Brand von 1834 bot die Möglichkeit der Neubebauung. Dabei wurde die alte Hauptwache abgerissen und 1838 die Neue Wache wieder eingerichtet. Am einstigen Burgplatz 1 bezog 1776 Goethe seine erste Wohnung, nachdem er im Sächsischen Hof gewohnt hatte. Die nach dem Brand erfolgten Umbauten am Grünen Markt und dem Burgplatz erfolgten unter Leitung von Clemens Wenzeslaus Coudray. Am Burgplatz befindet sich die Galerie mit Restaurant und Café ACC. Dieses ist einer der wenigen 1834 nicht abgebrannten Renaissancebauten. Der Brand in diesem Bereich brachte letztlich Clemens Wenzeslaus Coudray Platz zur Umgestaltung. An der Bastille am Schlossplatz vorbei ergibt sich ein fließender Übergang in den Park an der Ilm. An den Burgplatz schließt sich der Kegelplatz an. Im Stadtschloss mit der Anschrift Burgplatz 4 hat die Klassikstiftung Weimar ihren Sitz. Das große Gebäude gegenüber dem Löwenportal Burgplatz 3-7 war das Elkan`sche Bankhaus.

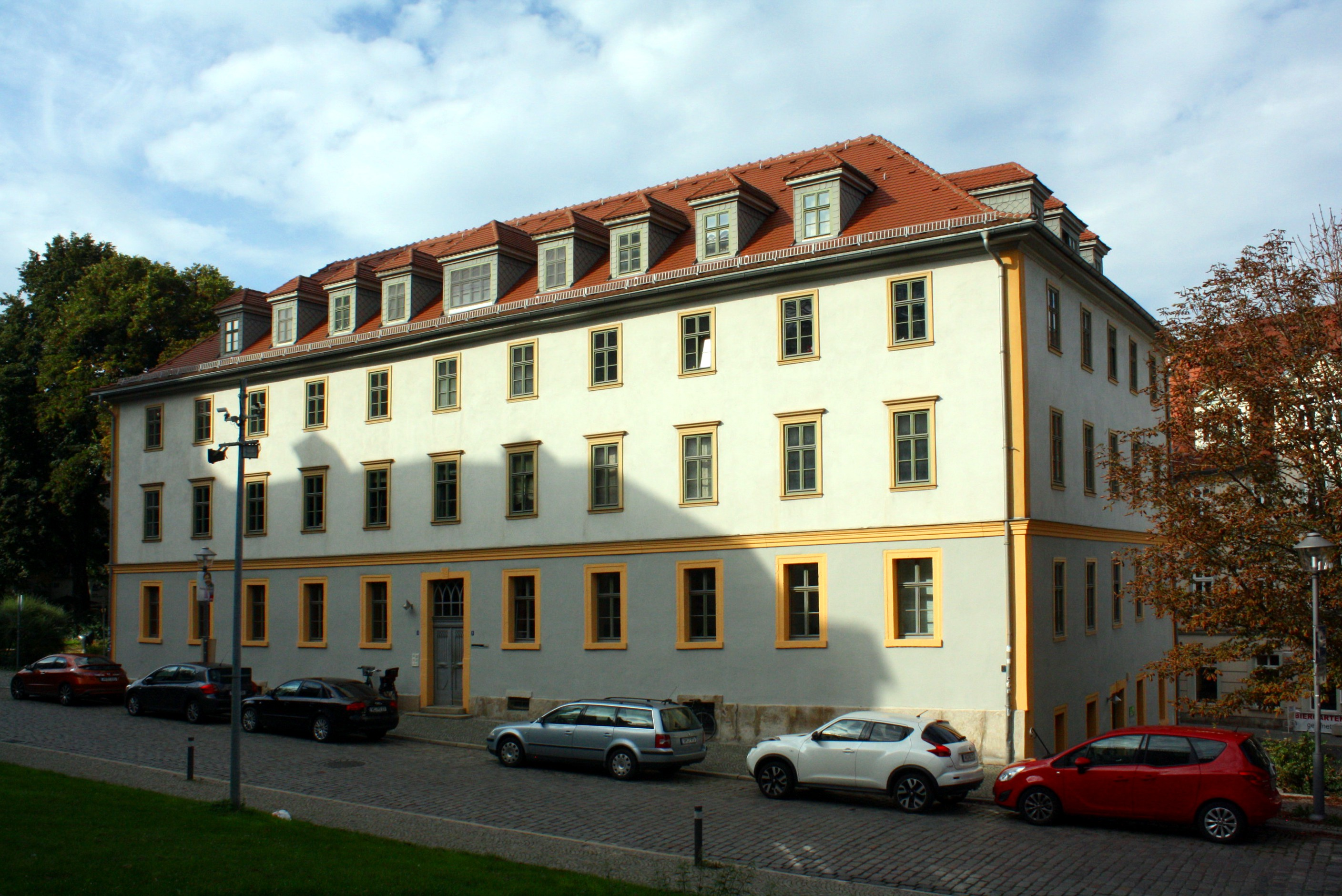
Burgplatz 3-7

Die Künstlerin Anne-Katrin Altwein schuf die Skulptur Odins Raben und die Midgardschlange vor dem Stadtschloss und dem ACC.
Der gesamte Burgplatz steht auf der Liste der Kulturdenkmale in Weimar. Zudem stehen die dort befindlichen Gebäude auf der Liste der Kulturdenkmale in Weimar (Einzeldenkmale).